# Línea 2 (Maldonado)
La línea 2 fue una línea de transporte colectivo de la ciudad de Maldonado, Uruguay. Unía San Carlos con el balneario Punta del Este.
Tenía un recorrido similar al de la línea 1, tomando la ruta 39 en su lugar.

## Paradas
Durante la ida realizaba el siguiente recorrido:
Agencia San Carlos, Av. Rocha, 25 de Agosto, Av. Ceberio, Tomás Berreta, Av. Alvariza, Ruta 39, Agencia Maldonado, Av. José Batlle y Ordóñez, Bergalli, Rincón, 3 de Febrero, 18 de Julio, San José, Terminal Maldonado, Sarandí, Burnet, Av. Martiniano Chiossi, Av. Roosevelt, Naciones Unidas, Rbla. Claudio Williman (mansa), Av. Chiverta, Av. Francisco Salazar, Rbla. Gral. Artigas (brava), El Mesana (24), La Salina (9), 2 de Febrero (10), Capitán Miranda (7).
Mientras que a la vuelta, hacía Capitán Miranda (7), El Foque (14), Rbla. Gral. Artigas (mansa), El Remanso (20), Rbla. Claudio Williman (mansa), Naciones Unidas, Av. Roosevelt, Explanada Terminal Maldonado, Av. Roosevelt, Av. Camacho, Dodera, Av. Lavalleja, Av. Batlle y Ordóñez, Agencia Maldonado, Ruta 39, Av. Alvariza, Carlos Reyles, Av. Rocha, Agencia San Carlos.